# Katahariya
Katahariya (en népalais : कटहरिया) est un comité de développement villageois du Népal situé dans le district de Rautahat. Au recensement de 2011, il comptait 9 960 habitants.